# خوسيه بوسادا هيريرا
خوسيه بوسادا هيريرا (بالإسبانية: José de Posada Herrera)‏ هو اقتصادي وسياسي إسباني، ولد في 31 مارس 1814 في إسبانيا، وتوفي في 7 سبتمبر 1885 في إسبانيا. حزبياً، نشط في Dynastic Left ‏. وقد انتخب عضو مجلس الشيوخ الإسباني ‏ وانتخب عضو مجلس النواب الإسباني ‏.